# Rosa Lernout-Martens
Rosa Lernout-Martens (24 september 1941, Koolskamp - 15 oktober 2014, Leuven) was een Belgische politica voor de Volksunie en burgemeester van Wervik.

## Biografie
Rosa Martens was afkomstig uit Koolskamp, maar na haar huwelijk met Raf Lernout vestigde ze zich in Geluwe, waar ze samen een meubelzaak uitbaatten.
Ze werd actief in de gemeentepolitiek in Wervik en nam in 1982 voor het eerst deel aan de gemeenteraadsverkiezingen. Ze raakte meteen verkozen. De SP-PVV-VU-coalitie brak de CVP-meerderheid en Martens werd schepen van Financiën onder burgemeester Albert Deconinck. 
Bij de gemeenteraadsverkiezingen van 1988 haalde de VU zes zetels en Martens werd vanaf 1989 burgemeester van de stad in een coalitie met de CVP. 
Er was afgesproken dat Michel Capoen zijn zitje in de Senaat aan haar zou afstaan, maar in plaats daarvan verliet hij de Volksunie in januari 1994.
Bij de gemeenteraadsverkiezingen van 1994 kwam ze op met de lijst Aktief, een verruimingslijst rond de VU. Martens werd herkozen en zette de vorige coalitie verder. 
Bij de gemeenteraadsverkiezingen van 2000 werd ze geklopt door de nieuwe SP-burgemeester Johnny Goos. Martens bleef nog een bestuursperiode in de oppositie zetelen. 
In 2006 nam ze niet meer deel aan de verkiezingen en stopte met politiek. In 2014 overleed ze na een ziekte in het UZ Leuven.